# Ciclo di Maria de' Medici

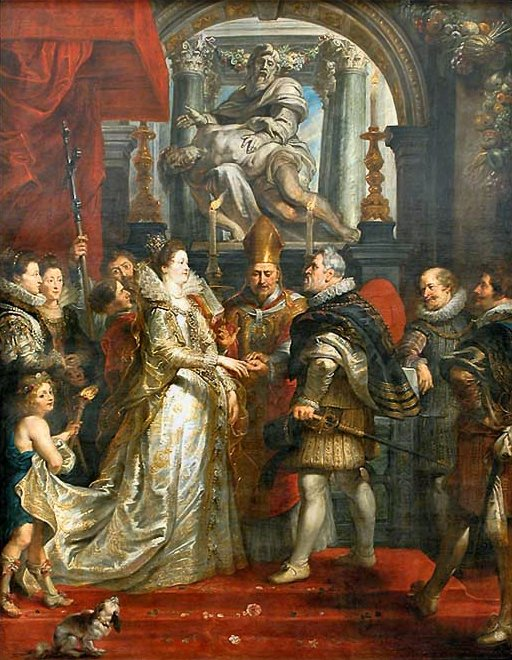
Il Matrimonio per procura di Maria de' Medici e Enrico IV.

Il Ciclo di Maria de' Medici è una serie di ventiquattro tele realizzate dal pittore barocco Peter Paul Rubens.
Vennero commissionate nel 1621 dalla regina Maria de' Medici, vedova del re Enrico IV di Francia, per la sua nuova residenza al Palazzo del Lussemburgo di Parigi.
Rubens doveva realizzare questi quadri nell'arco di due anni, terminandoli in tempo per il matrimonio della figlia di Maria de'Medici Enrichetta Maria di Borbone-Francia con il re Carlo I d'Inghilterra.
Ventuno quadri rappresentano le Glorie e le lotte di Maria de' Medici, i tre restanti sono ritratti di lei e dei suoi genitori. 
Dal 1900 questa serie di tele è esposta al Museo del Louvre (Aile Richelieu - II piano - Sala n°18 - Rubens : la Galerie Médicis).

## Storia e descrizione

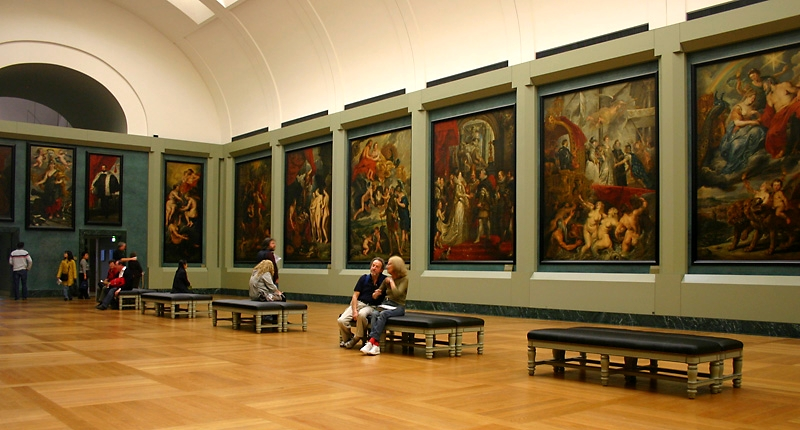
La sala del Louvre dov'è esposto il ciclo.

Alla fine del 1621, il Rubens riceve, da Maria de' Medici, madre del re francese Luigi XIII, l'incarico di dipingere una serie di quadri monumentali per ornare la galleria del Palazzo del Luxembourg, con un ciclo allegorico-encomiastico che illustrasse la vita e la concezione politica della committente.
Il ciclo, completato nel 1625 e realizzato nei modi tipici della pittura secentesca (unendo allegorie e ritratti), rappresenta non un avvenimento storico lontano nel tempo, ma un capitolo recente della politica francese: Maria de' Medici nei suoi sette anni di reggenza tra il 1610 e il 1617, aveva cercato di assicurare la pace con l'impero asburgico sconfessando il segreto Trattato di Bruzolo (antispagnolo) del 25 aprile 1610, e, attraverso i matrimoni dei figli (Elisabetta col re di Spagna Filippo IV e Luigi XIII con Anna d'Austria, sorella del re spagnolo), aveva cercato di porre le basi per una pace duratura con la potenza spagnola.
All'interno, la sua politica volta alla pacificazione venne sostenuta da concessioni politiche e finanziarie ai suoi rivali, affidando gli affari al suo favorito italiano Concino Concini. Nel 1617, con l'assassinio di quest'ultimo, il diciassettenne Luigi XIII assunse la reggenza e Maria fu allontanata da Parigi e costretta dal re a risiedere nel castello di Blois; nel 1619 la donna riuscì a darsi alla fuga per rifugiarsi presso il duca di Épernon, guida dei ribelli, schierandosi con questi. Dopo vari negoziati, nel 1620 si riconciliò definitivamente col figlio e con la pace di Angers ottenne di essere prosciolta da ogni accusa.
Probabilmente Maria decise allora di giustificare il suo operato attraverso un grande ciclo pittorico: tornata a Parigi, prese un primo accordo col pittore che prevedeva quattordici quadri raffiguranti scene della gioventù di Maria e della sua vita come moglie di Enrico IV: 
1. La nascita della regina, a Firenze il 26 aprile 1573
2. L'educazione della regina
3. Enrico IV riceve il ritratto di Maria de' Medici e si lascia disarmare dall'Amore
4. Il matrimonio per procura di Maria de' Medici e Enrico IV, a Firenze il 5 ottobre 1600
5. Lo sbarco della regina a Marsiglia, il 3 novembre 1600
6. L'incontro tra Maria Medici ed Enrico IV a Lione
7. La nascita del Delfino, futuro Luigi XIII, a Fontainebleau, il 27 settembre 1601
8. L'incoronazione della regina all'abbazia di Saint-Denis, il 13 maggio 1610
9. Apoteosi di Enrico IV e la proclamazione della reggenza, il 14 maggio 1610
10. La presa di Jülich, il primo settembre 1610
11. La pace della reggenza
12. Il consiglio degli dei per il matrimonio della Francia e della Spagna

Vennero anche progettati tre o quattro dipinti con ritratti allegorici sul tema del doppio matrimonio tra la Francia e la Spagna, ovvero sui matrimoni fra Luigi XIII e Anna d'Austria e Filippo IV e Isabella di Francia, infine La maggiore età di Luigi XIII, il 20 ottobre 1614.
Realizzate le prime nove scene, si decise di limitare ad una sola tela Le Nozze spagnole, realizzando la scena con Lo scambio delle due principesse di Francia e Spagna sulla Bidassoa a Hendaye, il 9 novembre 1615. Per iniziativa di Nicolas de Peiresc, prima dell'Incoronazione, venne dedicato un quadro alla consegna della reggenza da parte di Enrico IV a Maria prima della partenza del primo per la guerra contro Jülich, il Rubens realizzò la tela con i Preparativi del re per la guerra, o La regina riceve la reggenza, il 20 marzo 1610.
Apportate queste variazioni rimasero libere cinque zone. Il 26 agosto fu il Peiresc stesso a comunicare i restanti temi, invitando Rubens a trattarli «con figure mistiche e con ogni rispetto al figlio»: La partenza di Maria da Parigi, successivamente rimosso, e sostituito, per volontà del re Luigi XIII, con la tela con La felicità della Reggenza, La regina fugge dal castello di Blois nella notte tra il 21 e il 22 febbraio 1619, Il trattato d'Angoulême, il 30 aprile 1619, Il rinnovato inizio delle ostilità presso Pont de Cé, soggetto abbandonato, ma ancora menzionato nella corrispondenza dell'artista dell'agosto 1622, e La conclusione della pace ad Angers, il 10 agosto 1620, con questo il ciclo doveva concludersi facendo retrocedere la Maggiore età di Luigi XIII al quattordicesimo posto.
Questi temi, ad una prima lettura, possono apparire problematici, per i delicati equilibri politici su cui si reggeva il rapporto tra la regina e il figlio: il primo narra la precipitosa fuga di Maria dalla capitale francese a seguito della sollevazione provocata dal pessimo governo del suo favorito e il suo confinamento nel castello di Blois; nel secondo si assiste alla fuga della regina madre da Blois in aperta violazione dell'ordine del sovrano; il terzo rievoca l'accordo di Angoulême, che se non aveva fatto finire la guerra civile, aveva almeno gettato un ponte per un primo accordo tra le due parti in lotta; mentre nel quarto, mai realizzato, le truppe di Maria subiscono una sonora sconfitta.
La scelta di questi temi ad una lettura più attenta e tenendo conto dell'influsso allora esercitato dal cardinale Richelieu, allineato durante la ribellione dalla parte delle regina, successivamente relegato da Luigi XIII ad Avignone, dove accolse positivamente la notizia della riconciliazione fra madre e figlio, adoperandosi prima nelle trattative di Angoulême poi di Angers, tendono a presentare Maria de' Medici come incolpevole, la sua temporanea inimicizia col figlio come opera dei nemici della Francia e a sottolineare la loro nuova intesa come opera del Richelieu. Secondo le Memorie del cardinale fu il favorito del re, il Conestabile Luynes, il vero responsabile dell'inimicizia tra la madre e il figlio; infatti nella Galleria l'ultimo quadro eseguito successivamente dal Rubens venne intitolato Riconciliazione della regina col figlio dopo la morte del Conestabile di Luynes, il 15 dicembre 1621.
Anche se la Partenza da Parigi venne successivamente rimossa, nelle Memorie del Richelieu la fuga da Parigi viene spiegata come necessità in seguito alla morte di Concino Concini. La fuga da Blois venne lasciata in quanto la regina voleva conservare almeno in un quadro il ricordo delle sofferenze subite. La Pace di Angoulême narrava le trattative svolte ad Angoulême tra la regina e il plenipotenziario del re:  queste, rimaste senza risultati, videro l'attiva partecipazione del Richelieu che ottenne per questo l'abito cardinalizio. Tra il 1621 e il 1622, preparò i cartoni per dodici arazzi con la Storia di Maria de' Medici, su commissione di Luigi XIII.

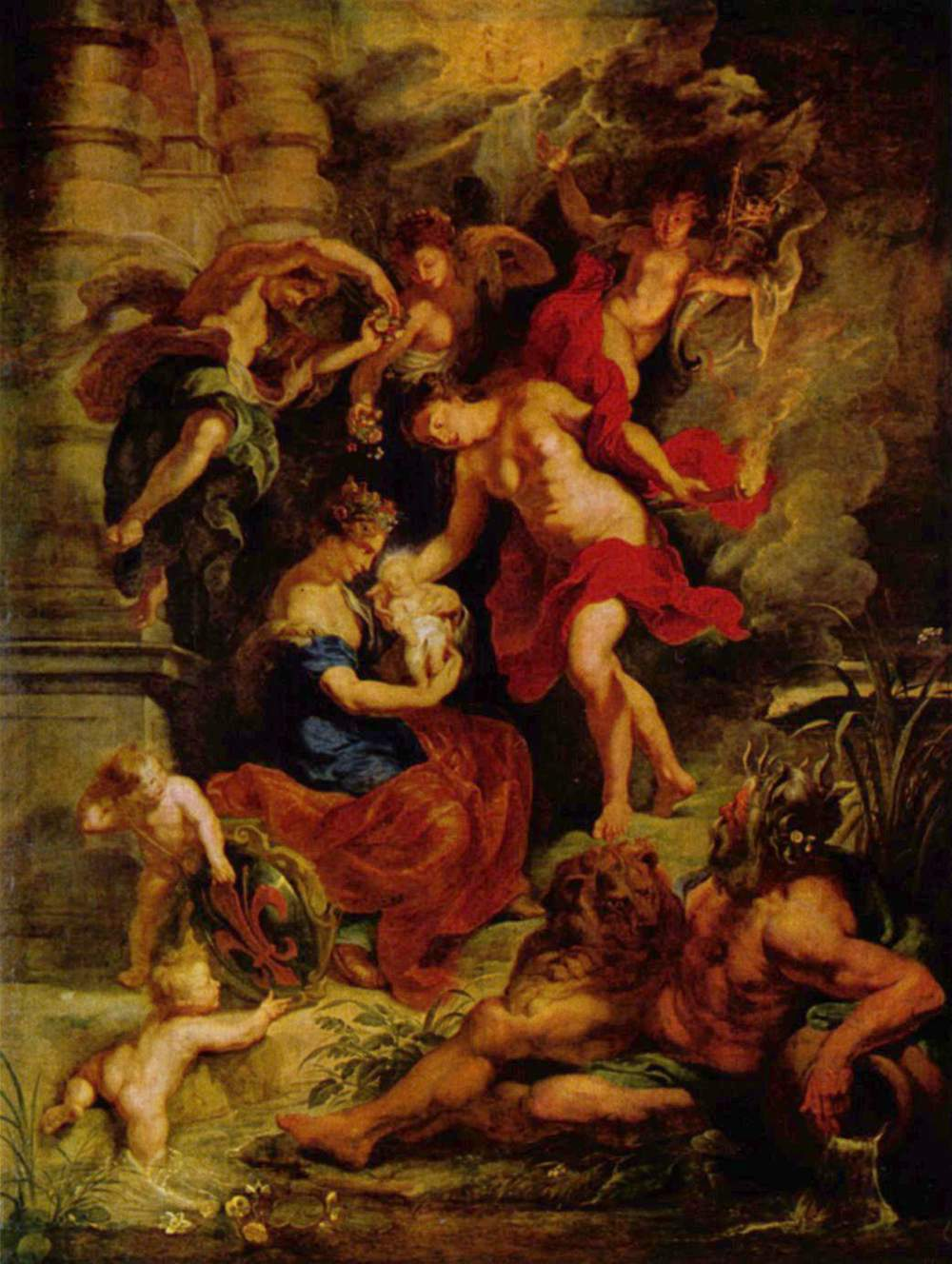
La nascita della regina, a Firenze il 26 aprile 1573
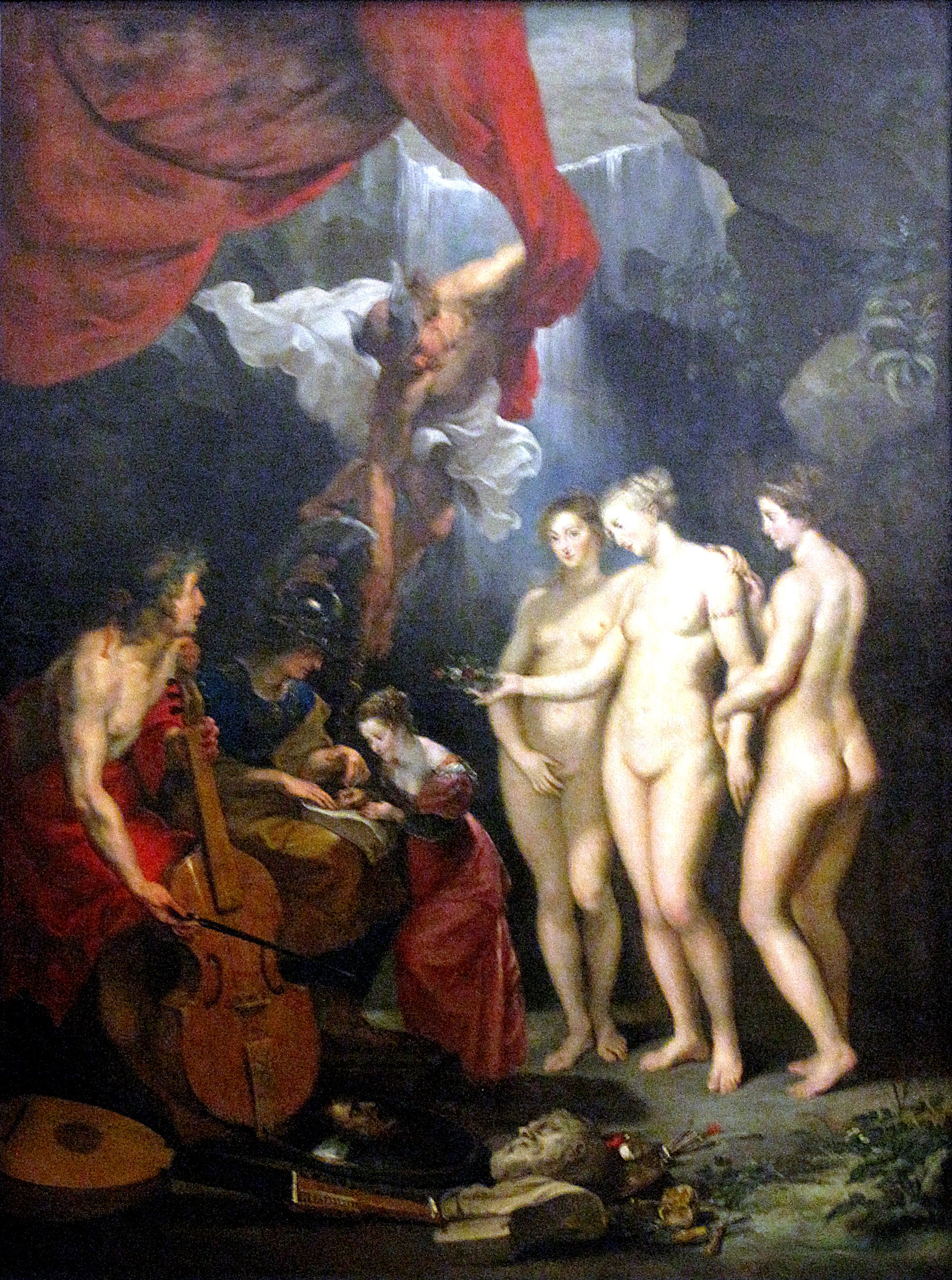
L'educazione della regina
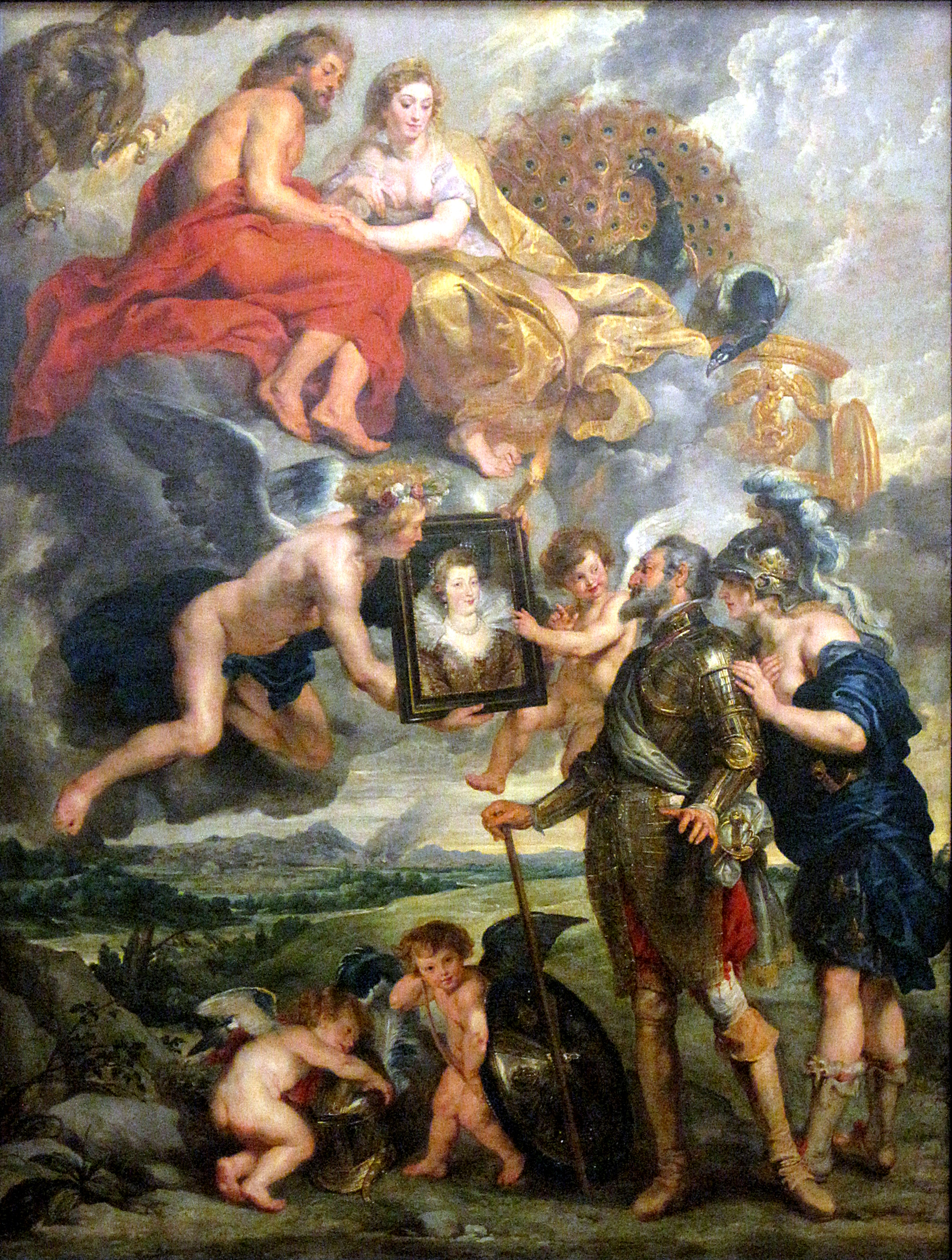
Enrico IV riceve il ritratto di Maria de' Medici e si lascia disarmare dall'Amore
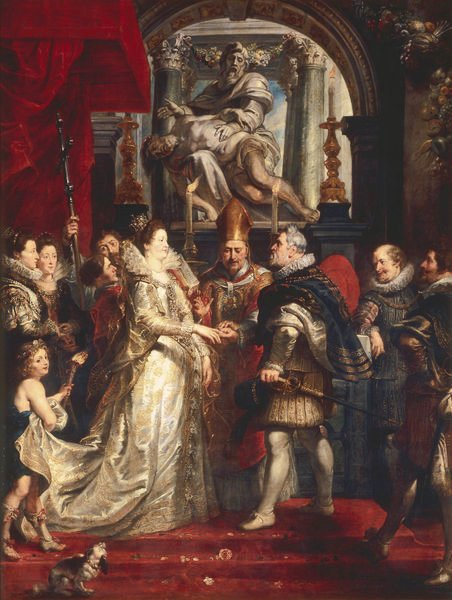
Il matrimonio per procura di Maria de' Medici e Enrico IV, a Firenze il 5 ottobre 1600
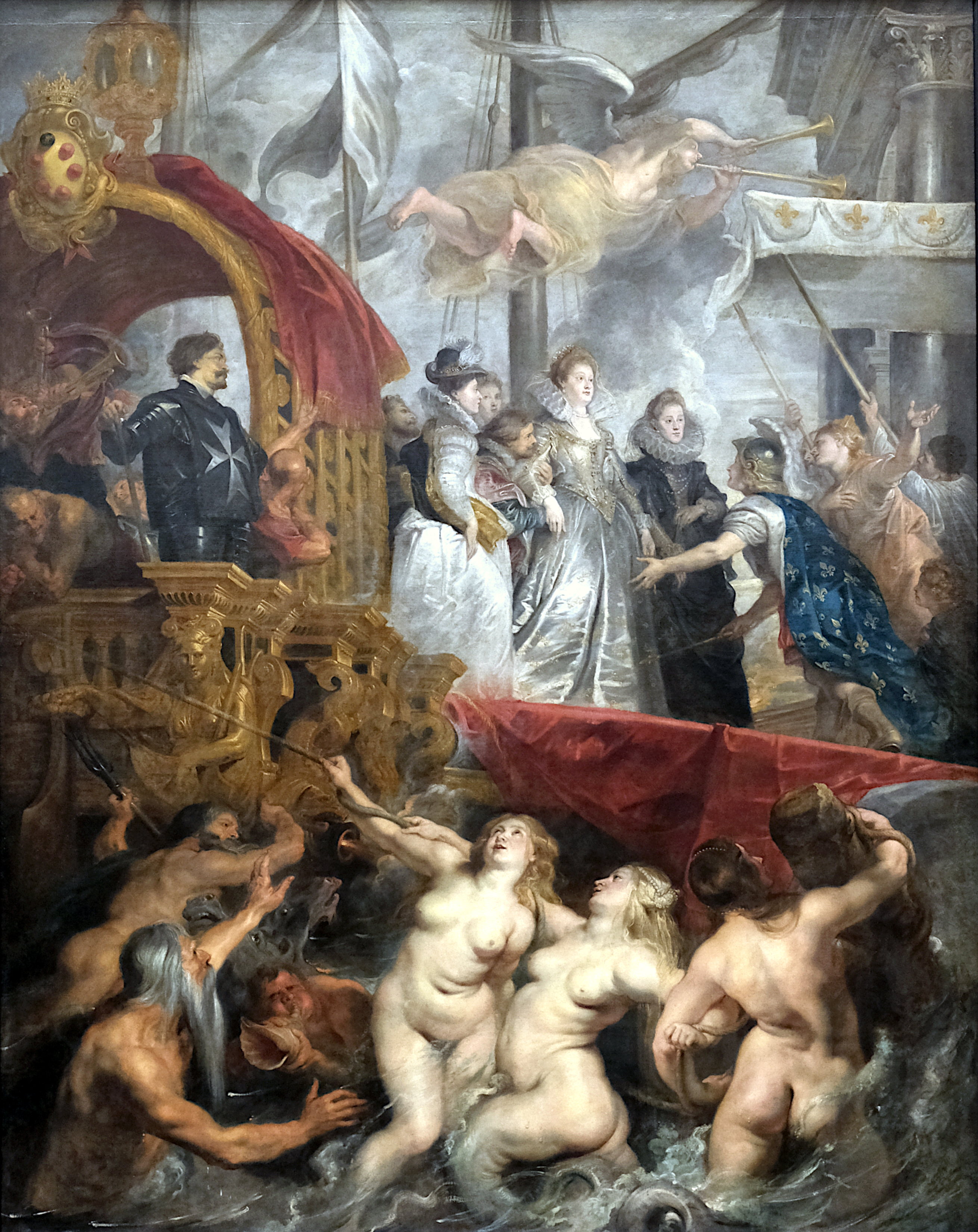
Lo sbarco della regina a Marsiglia, il 3 novembre 1600
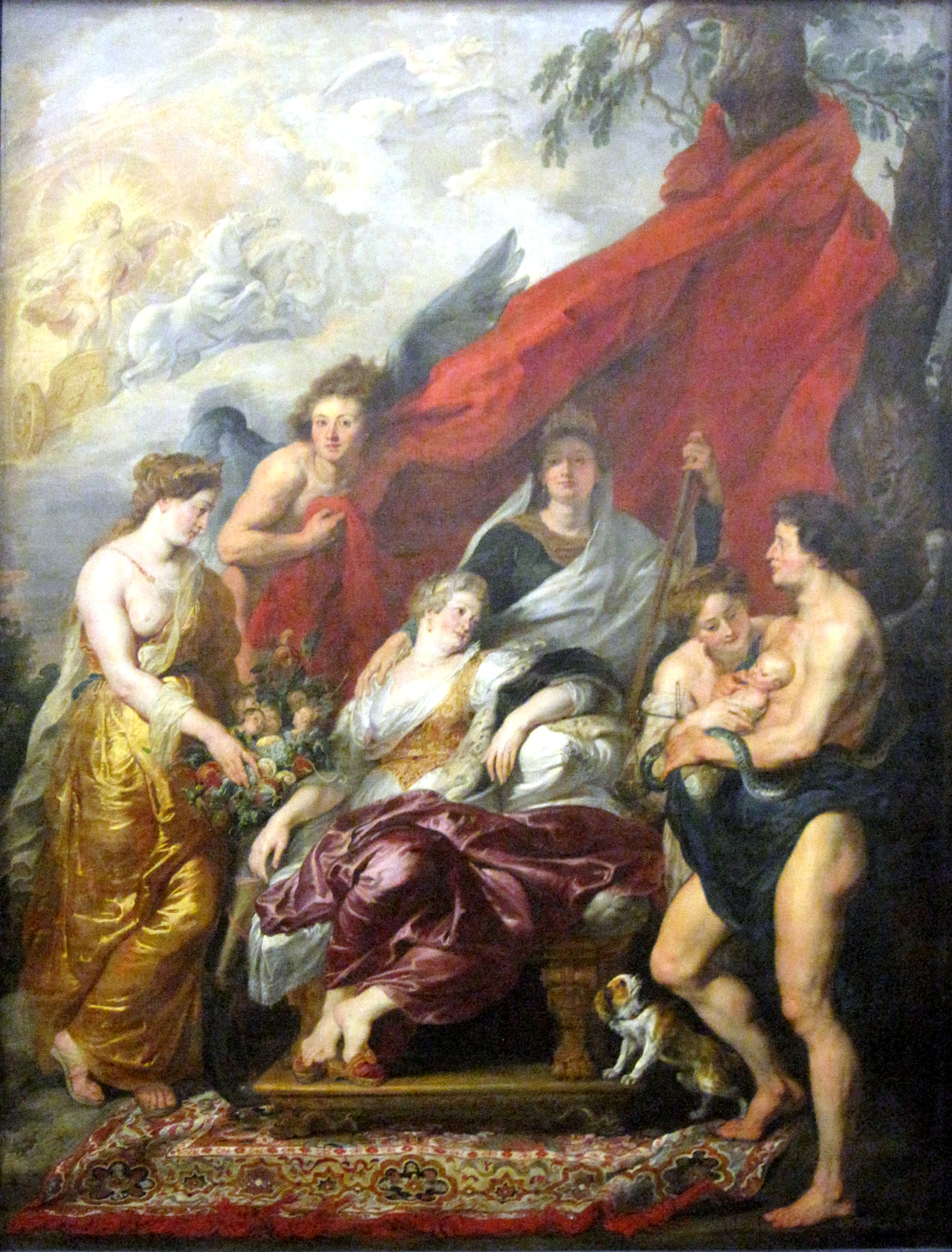
La nascita del Delfino (futuro Luigi XIII) a Fontainebleau, il 27 settembre 1601

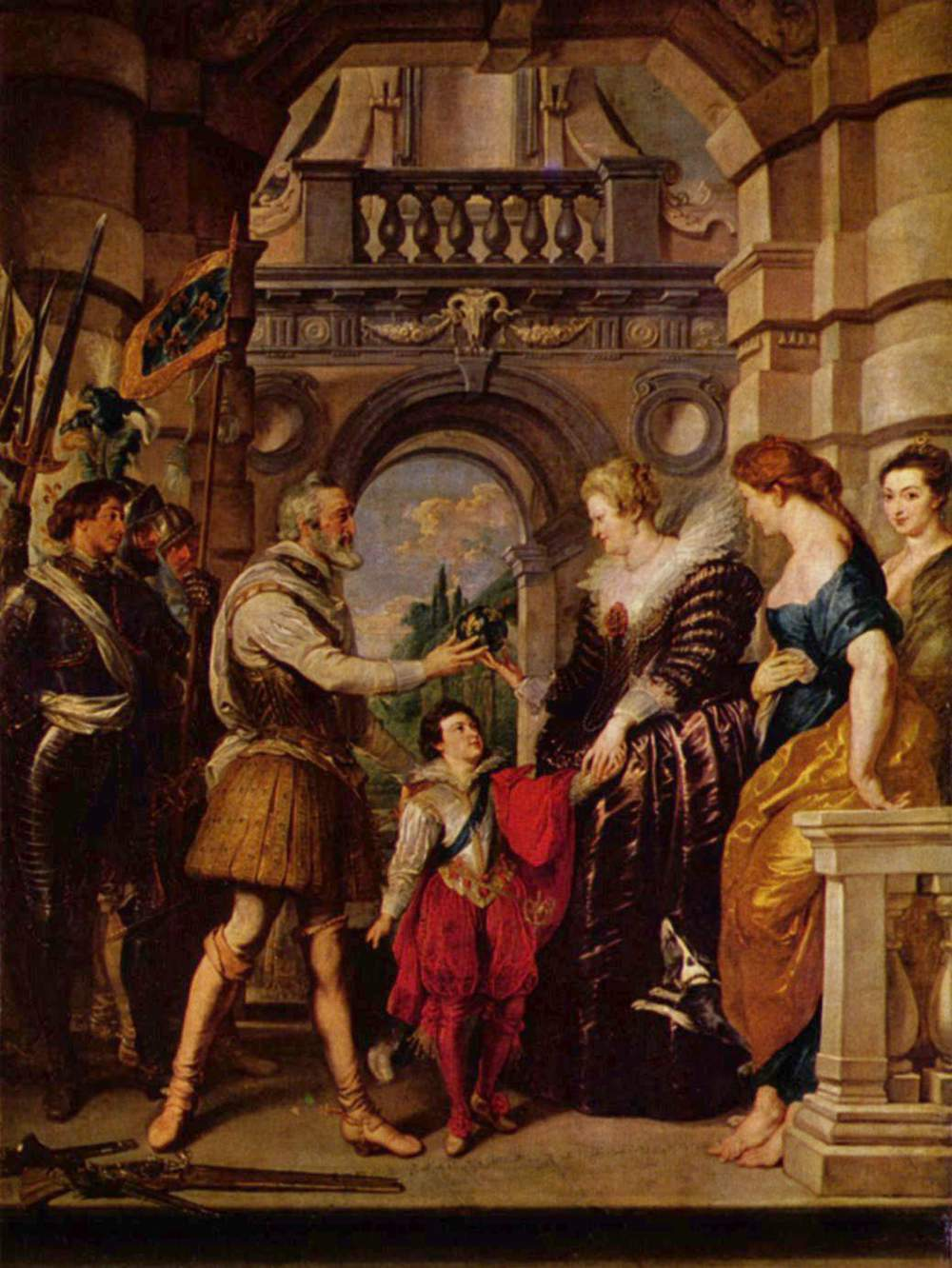
Preparativi del re per la guerra, o La regina riceve la reggenza, il 20 marzo 1610
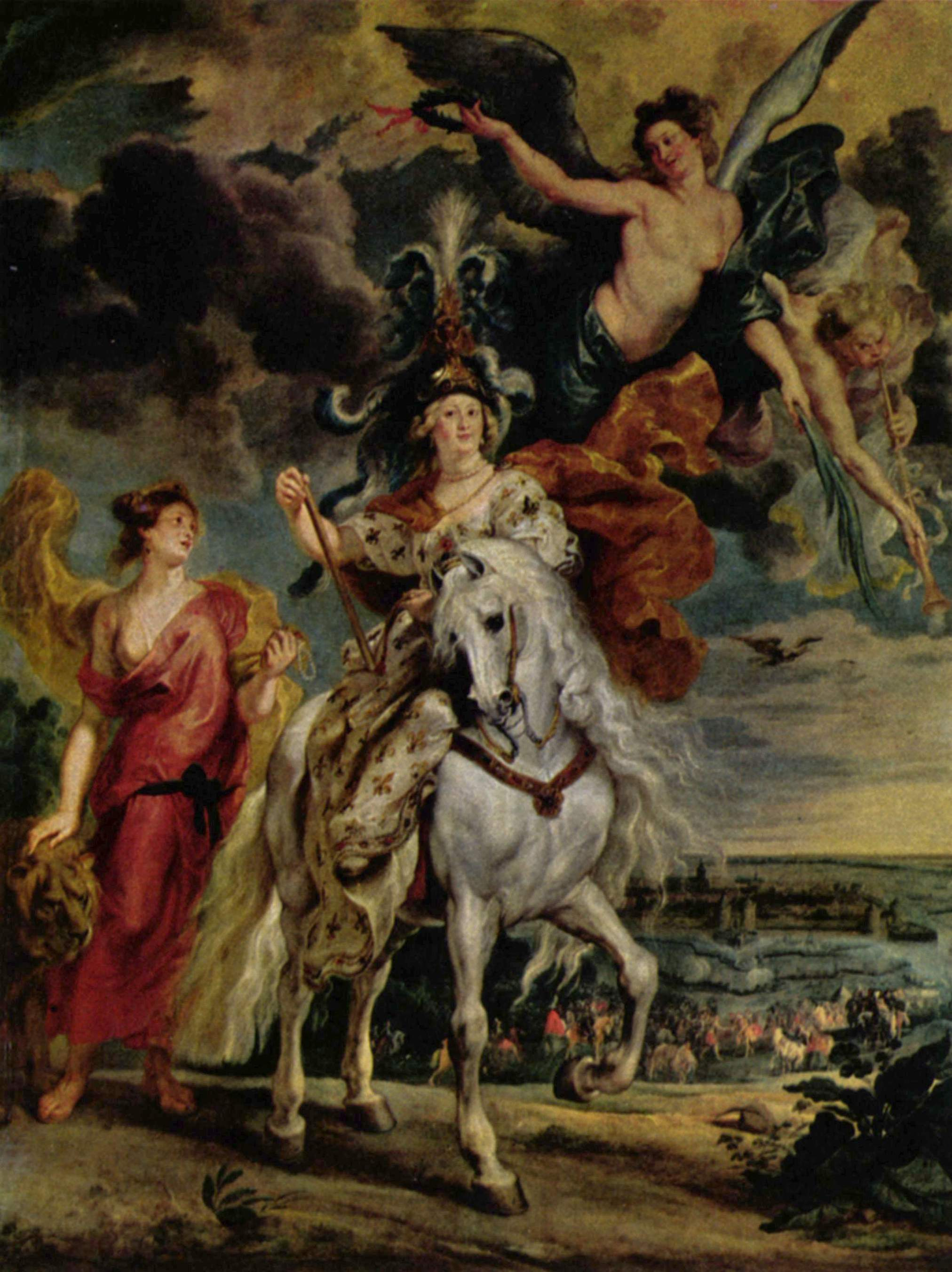
La presa di Jülich, il primo settembre 1610
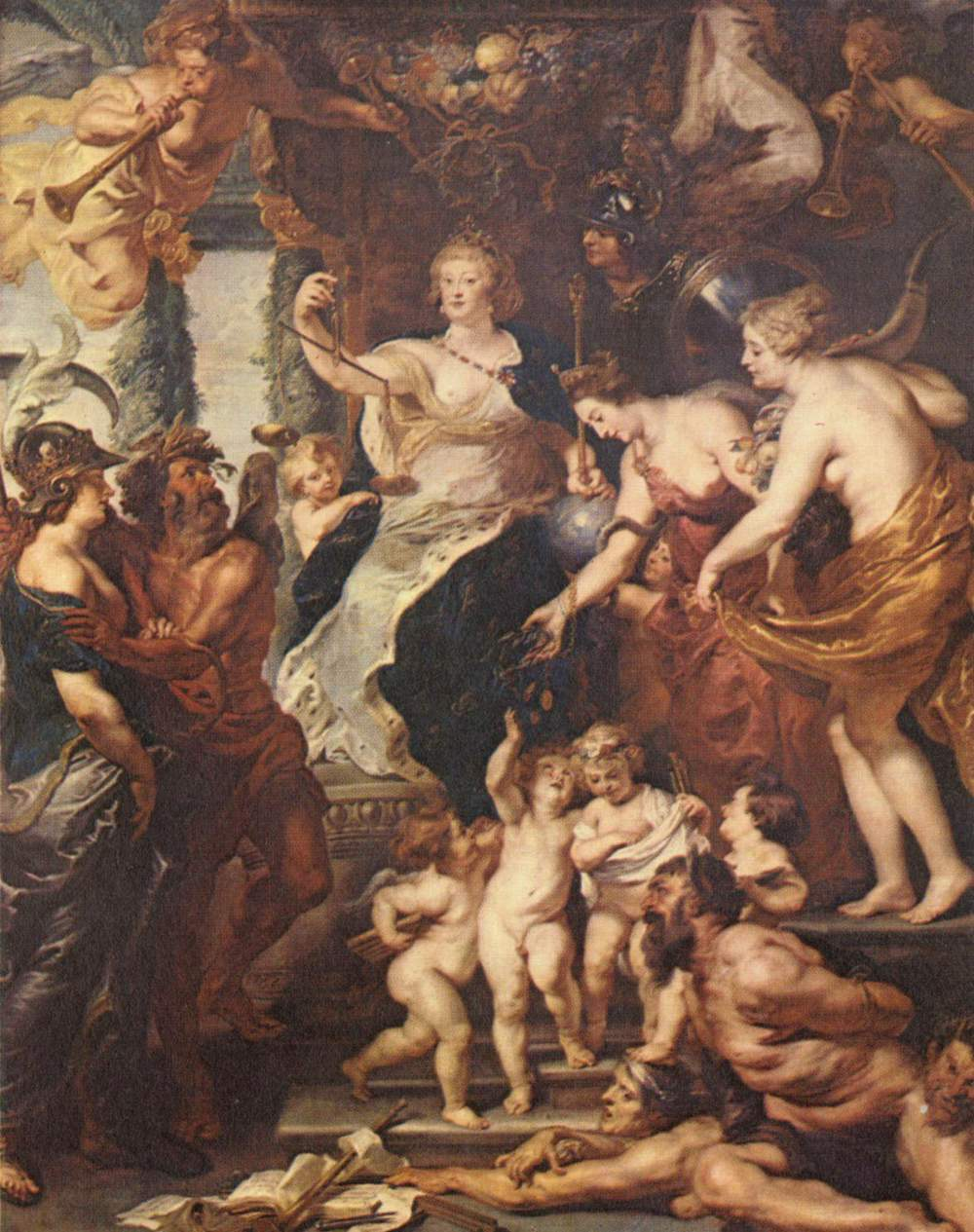
La pace della reggenza
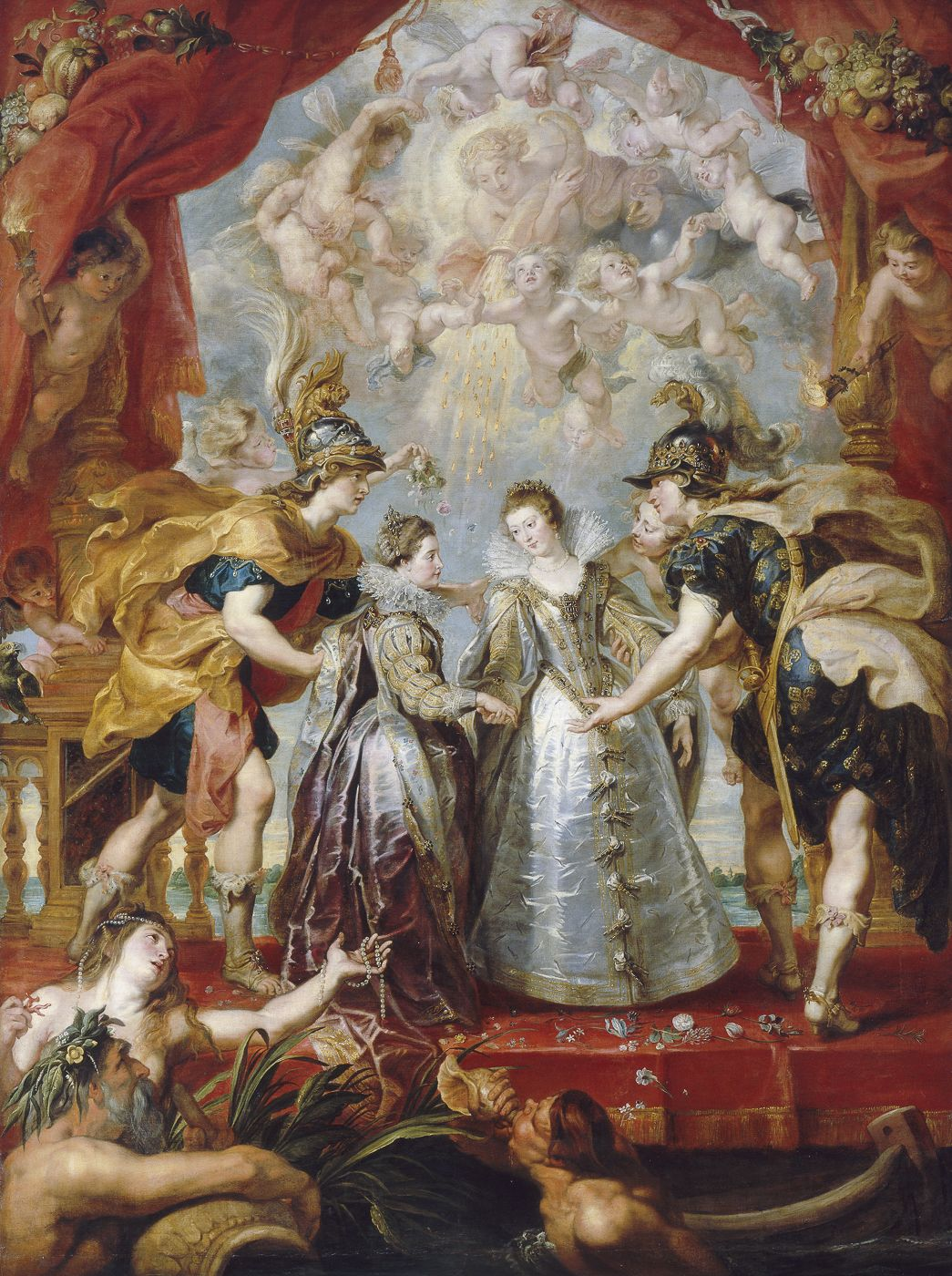
Lo scambio delle due principesse di Francia e Spagna sulla Bidassoa a Hendaye, il 9 novembre 1615
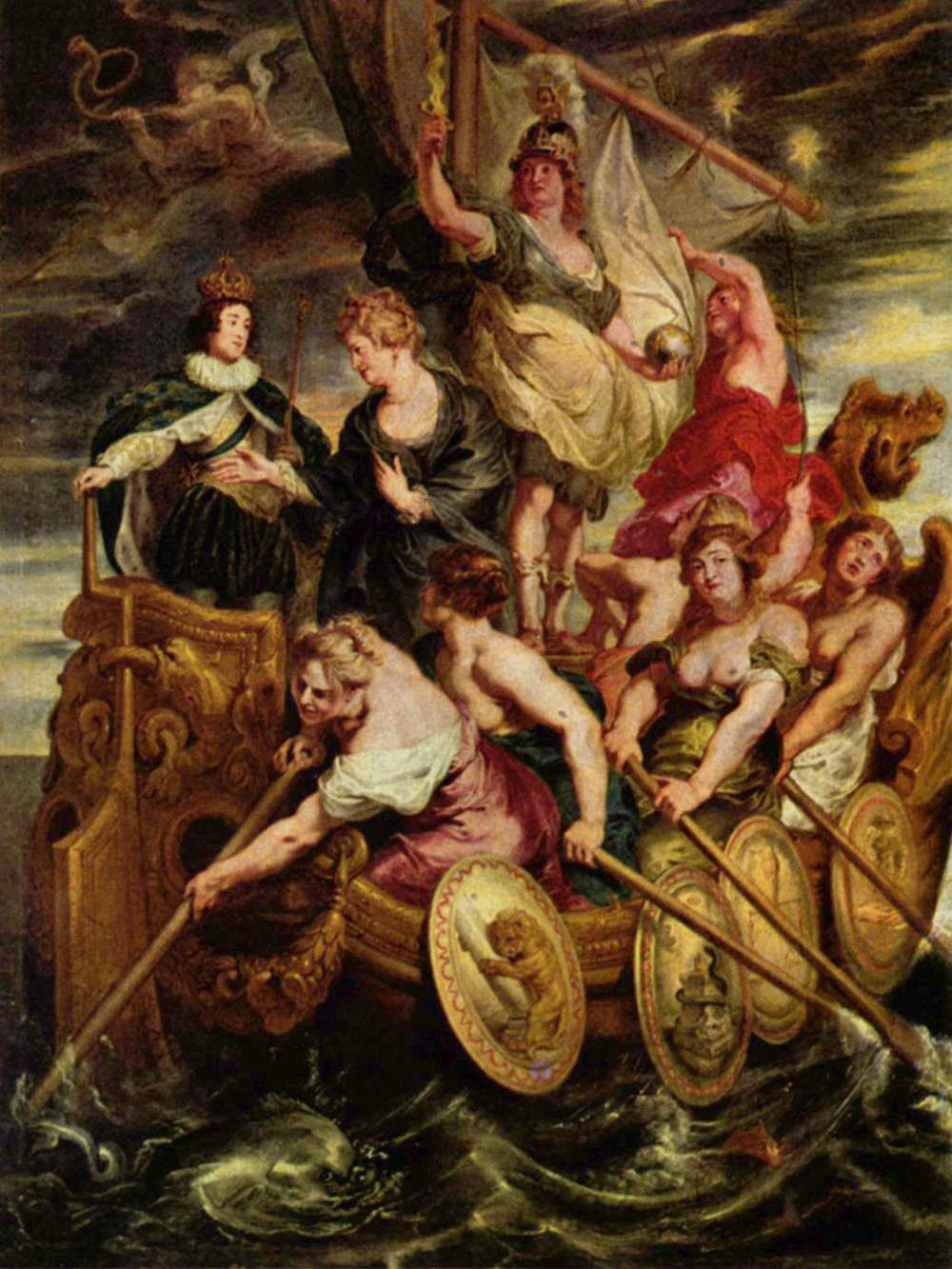
La maggiore età di Luigi XIII, il 20 ottobre 1614
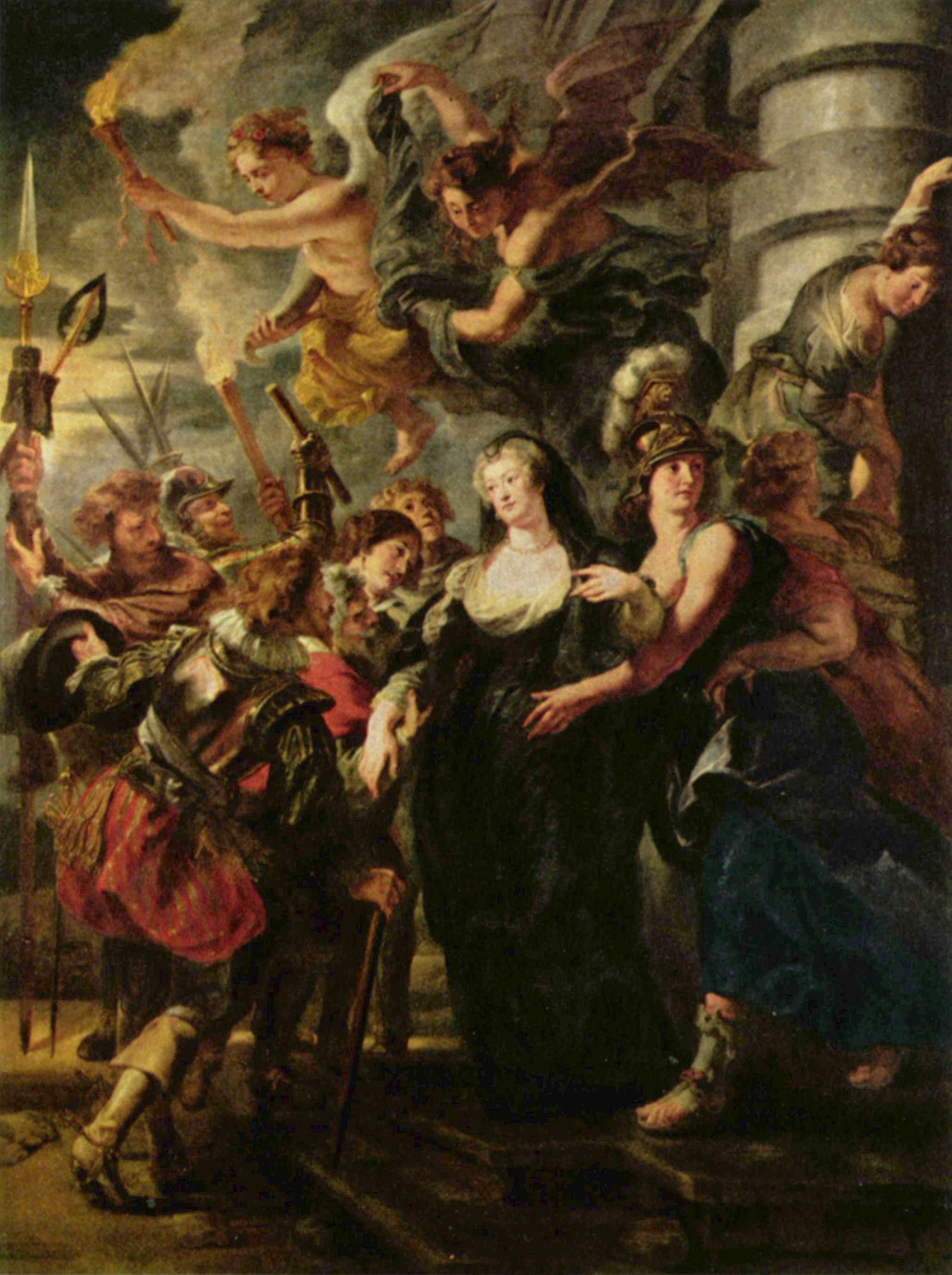
La regina fugge dal castello di Blois nella notte tra il 21 e il 22 febbraio 1619

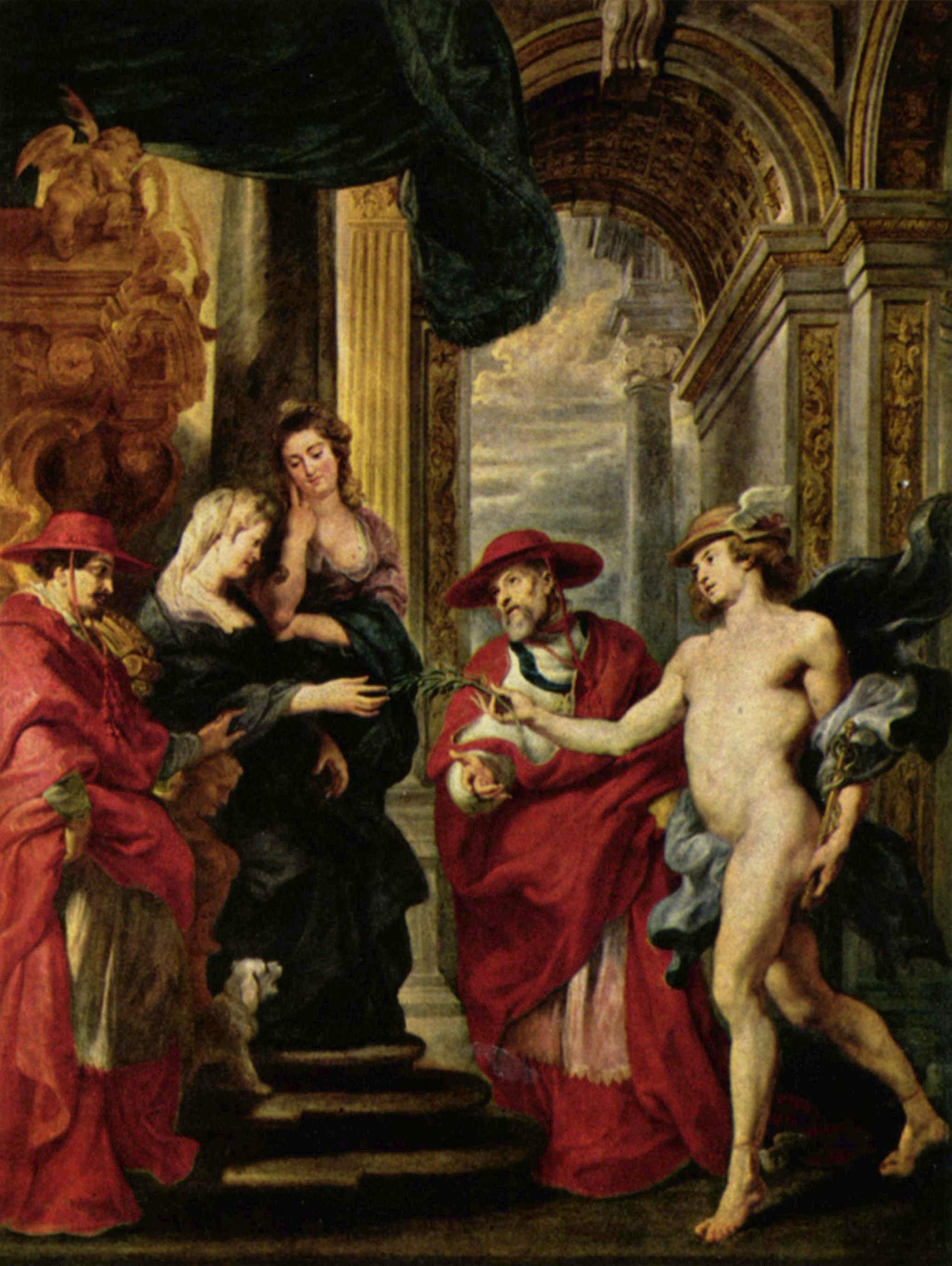
Il trattato d'Angoulême, il 30 aprile 1619
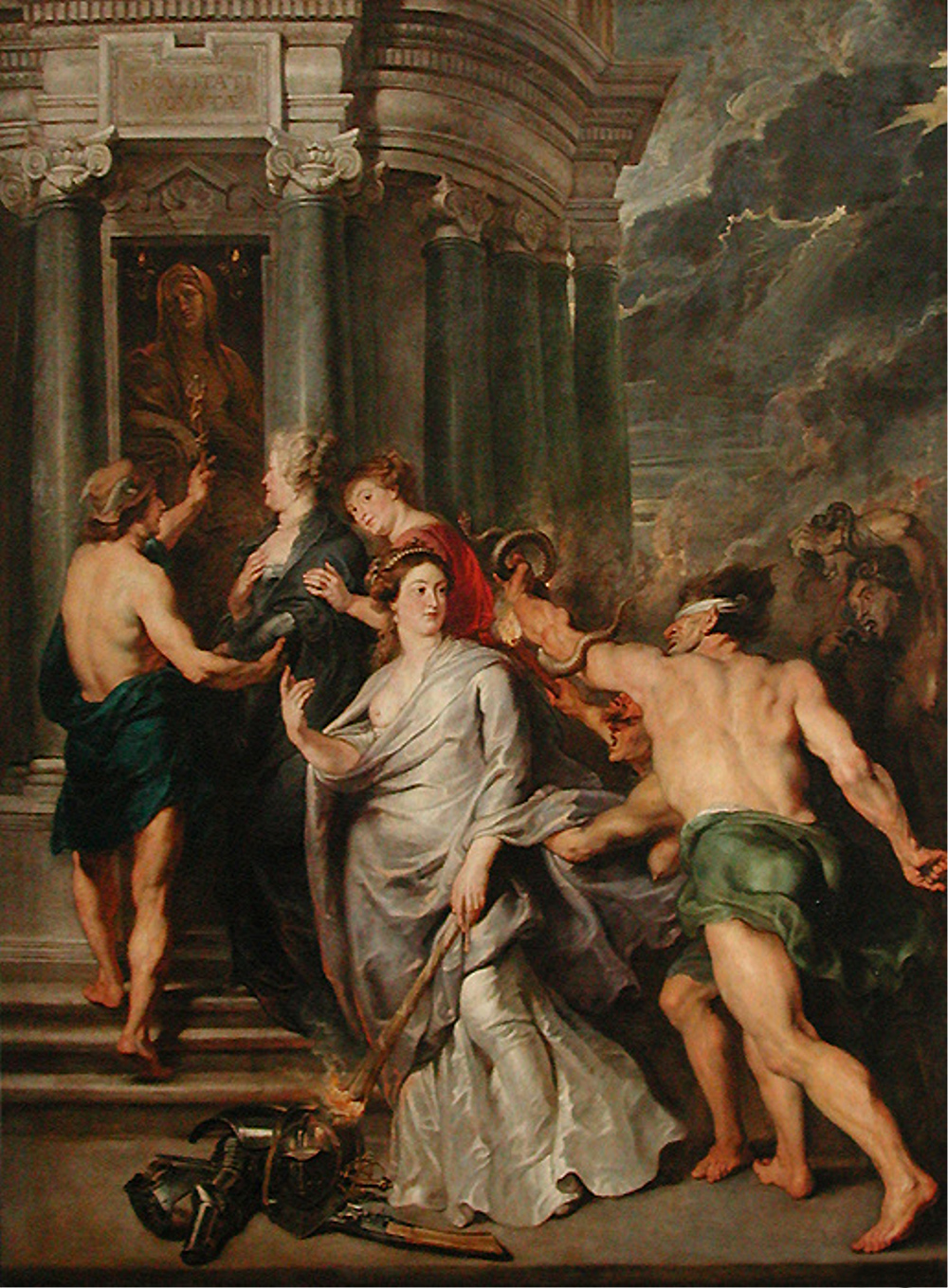
La conclusione della pace ad Angers, il 10 agosto 1620
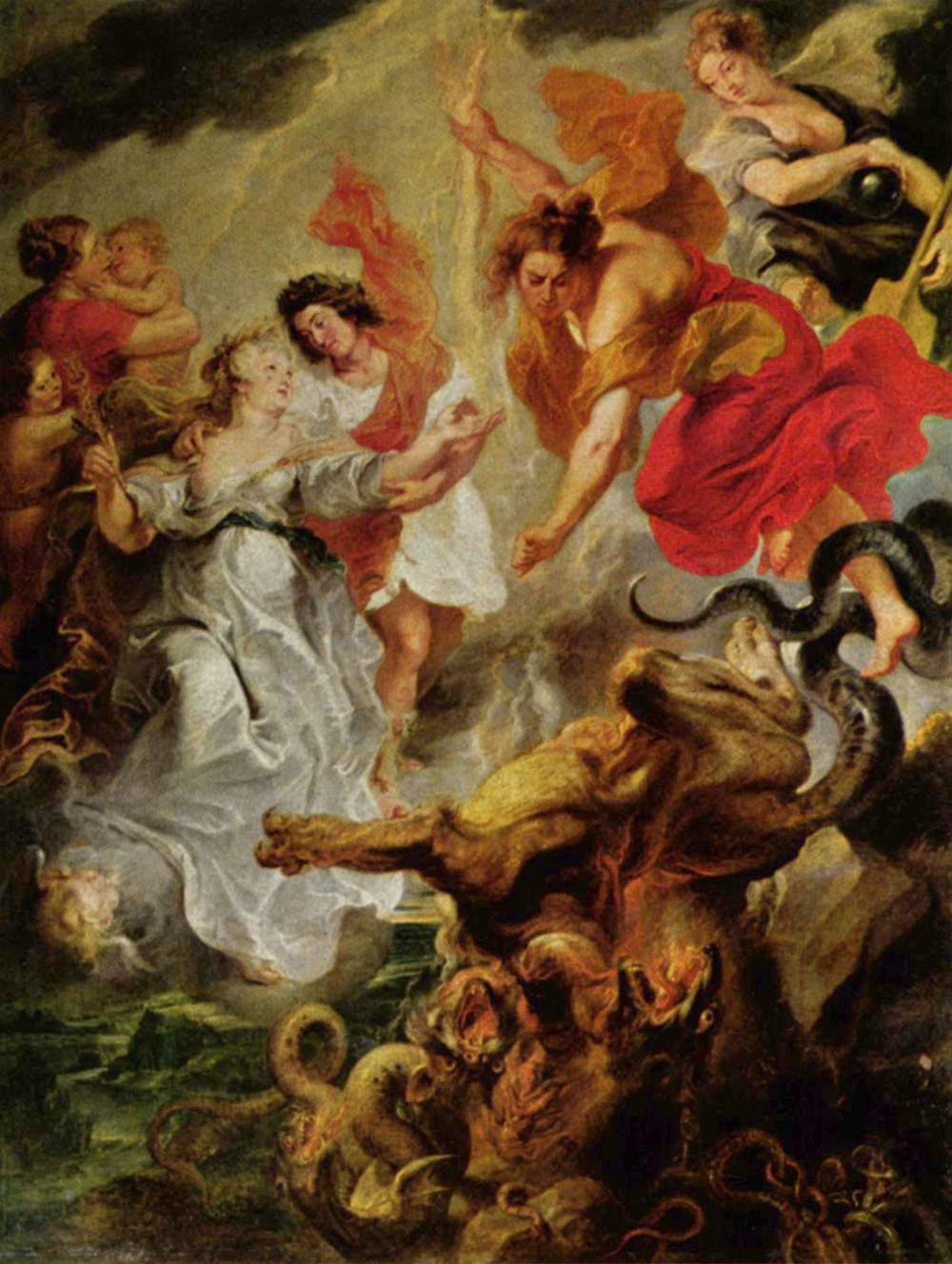
Riconciliazione della regina col figlio dopo la morte del Conestabile di Luynes, il 15 dicembre 1621

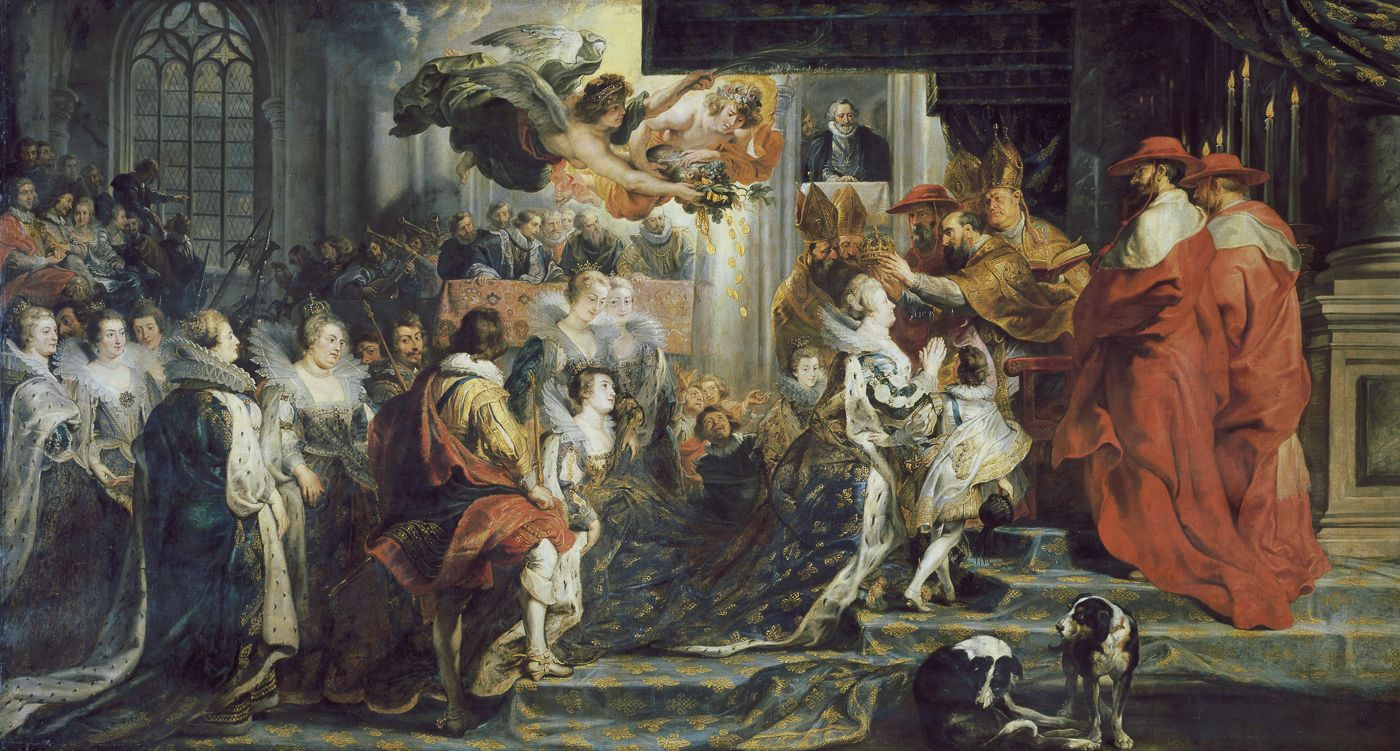
L'incoronazione della regina all'abbazia di Saint-Denis, il 13 maggio 1610
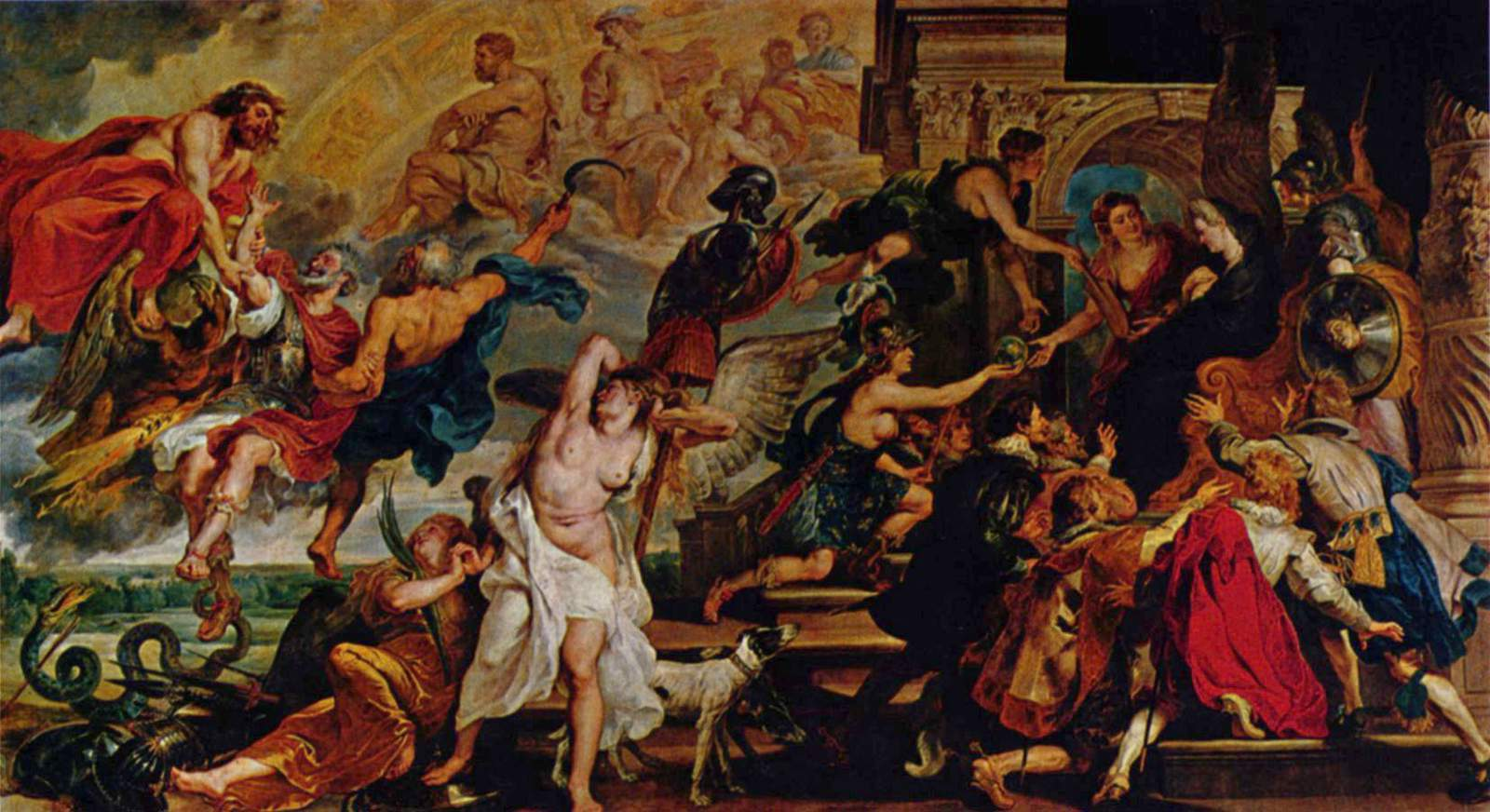
Apoteosi di Enrico IV e la proclamazione della reggenza, il 14 maggio 1610
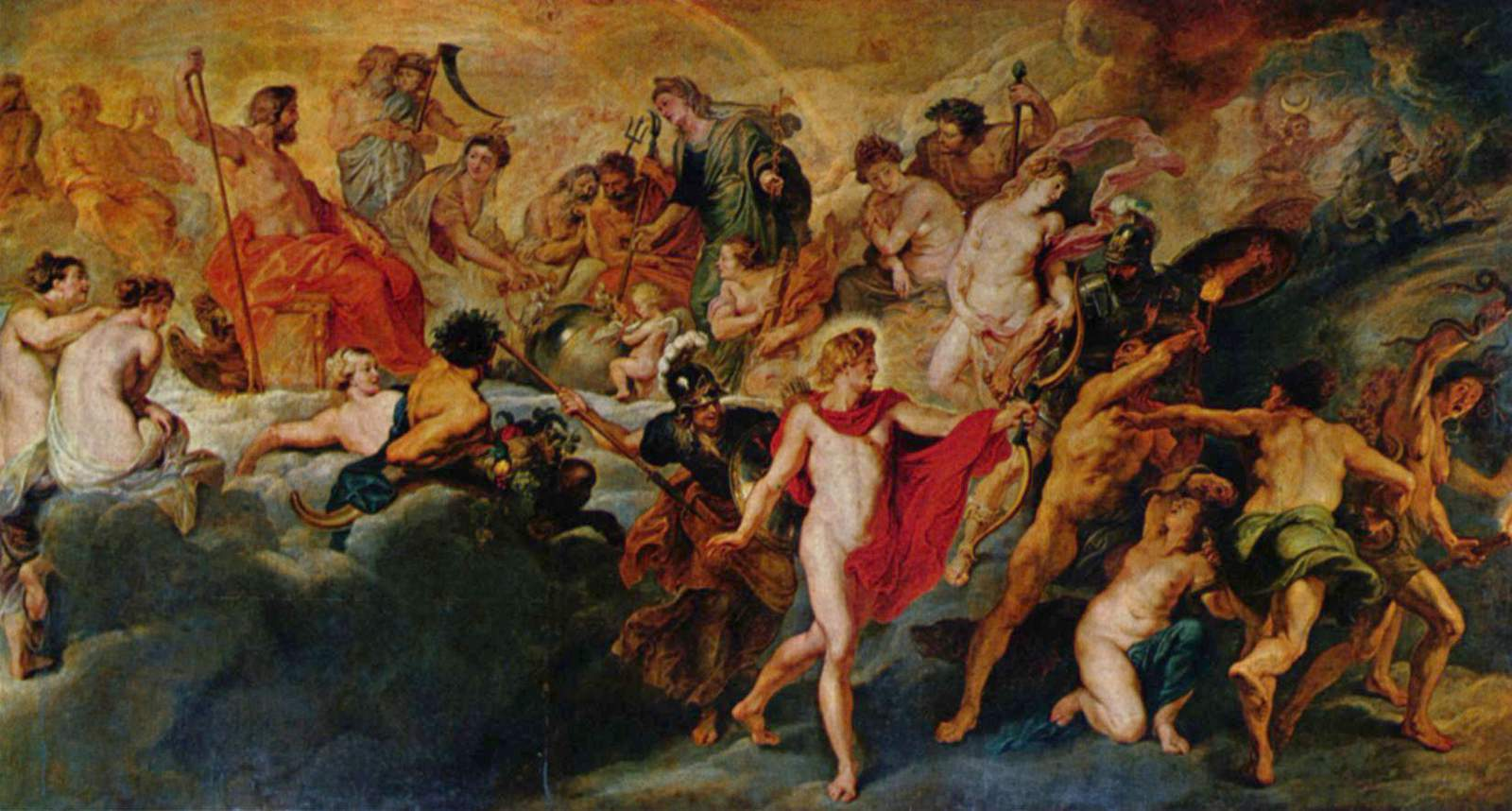
Il consiglio degli dei per il matrimonio della Francia e della Spagna